# Município de Hartsgrove (condado de Ashtabula, Ohio)
O município de Hartsgrove (em inglês: Hartsgrove Township) é um município localizado no condado de Ashtabula no estado estadounidense de Ohio. No ano de 2010 tinha uma população de 1.597 habitantes e uma densidade populacional de 24,76 pessoas por km².

## Geografia
O município de Hartsgrove encontra-se localizado nas coordenadas 41° 36′ 47″ N, 80° 57′ 42″ O. Segundo a Departamento do Censo dos Estados Unidos, o município tem uma superfície total de 64.5 km², da qual 64,48 km² correspondem a terra firme e (0,03 %) 0,02 km² é água.

## Demografia
Segundo o censo de 2010, tinha 1.597 pessoas residindo no município de Hartsgrove. A densidade populacional era de 24,76 hab./km².